# Abim
Abim – miasto w Ugandzie, stolica dystryktu Abim.